# Daucus melananthus
Daucus melananthus är en växtart i släktet morötter och familjen flockblommiga växter. Den beskrevs av Ernst Gottlieb von Steudel efter Ferdinand von Hochstetter.
Arten är en perenn ört som förekommer i tropiska och södra Afrika, på Madagaskar och i Jemen.